# Pescosansonesco
Pescosansonesco é uma comuna italiana da região dos Abruzos, província de Pescara, com cerca de 556 habitantes. Estende-se por uma área de 18 km², tendo uma densidade populacional de 31 hab/km². Faz fronteira com Bussi sul Tirino, Capestrano (AQ), Castiglione a Casauria, Corvara, Pietranico.

## Demografia
| Variação demográfica do município entre 1861 e 2011                               |
|                                                                                   |
| Fonte: Istituto Nazionale di Statistica (ISTAT) - Elaboração gráfica da Wikipedia |